# Лопатково
Лопа́тково (рос. Лопатково) — селище у складі Ірбітського міського округу Свердловської області.
Населення — 470 осіб (2010, 669 у 2002).
Національний склад населення станом на 2002 рік: росіяни — 94 %.